# Бондарев, Валерий Петрович
Валерий Петрович Бондарев (укр. Валерій Петрович Бондарєв; род. 18 февраля 1941 года, г. Овруч Житомирской области Украинской ССР) — украинский государственный деятель, депутат Верховной рады Украины I созыва (1990—1994).

## Биография
Родился 18 февраля 1941 года в городе Овруч Житомирской области.
Окончил Одесский технологический институт пищевой и холодильной промышленности в 1965 году по специальности «инженер-механик».
С 1981 по 1982 год занимал должность директора Овручского молочно-консервного комбината.
С 1982 года находился на партийной работе, до 1988 года был вторым секретарём, с 1988 по 1990 год — первым секретарём Овручского райкома КП УССР. С 1990 по 1992 год был заместителем главы Житомирского облисполкома.
В 1990 году в ходе первых альтернативных парламентских выборов в Украинской ССР был выдвинут кандидатом в народные депутаты  трудовыми коллективами Овручского рудоуправления, Овручского районного узла связи, Овручского льнозавода, колхоза «Украина», молочно-консервного комбината, швейной фабрики «Овручанка», колхоза им. Тельмана, Толкачевского щебенного завода, колхоза им. Налепки-Репкина, межколхозного лесхоза, колхоза «Путь Ильича», Наринского щебенного завода, В\Ч 11603 и 61514, 18 марта 1990 года во втором туре был избран народным депутатом Верховного совета Украинской ССР XII созыва (в дальнейшем — Верховной рады Украины I созыва) от Овручского избирательного округа № 164 Житомирской области, набрал 68,37% голосов среди 4 кандидатов. В парламенте являлся членом Комиссии по вопросам Чернобыльской катастрофы. Депутатские полномочия истекли 10 мая 1994 года.
С 1992 по 1994 год являлся заместителем представителя Президента Украины в Житомирской области, с 1995 по 1998 год был заместителем председателя Житомирской областной государственной администрации по вопросам ликвидации последствий аварии на Чернобыльской АЭС.